# Stolarskicyathus pocilliformis
Espèce
Statut CITES
Stolarskicyathus pocilliformis est une espèce de coraux appartenant à la famille des Gardineriidae.